# Grand Prix automobile de France 1933

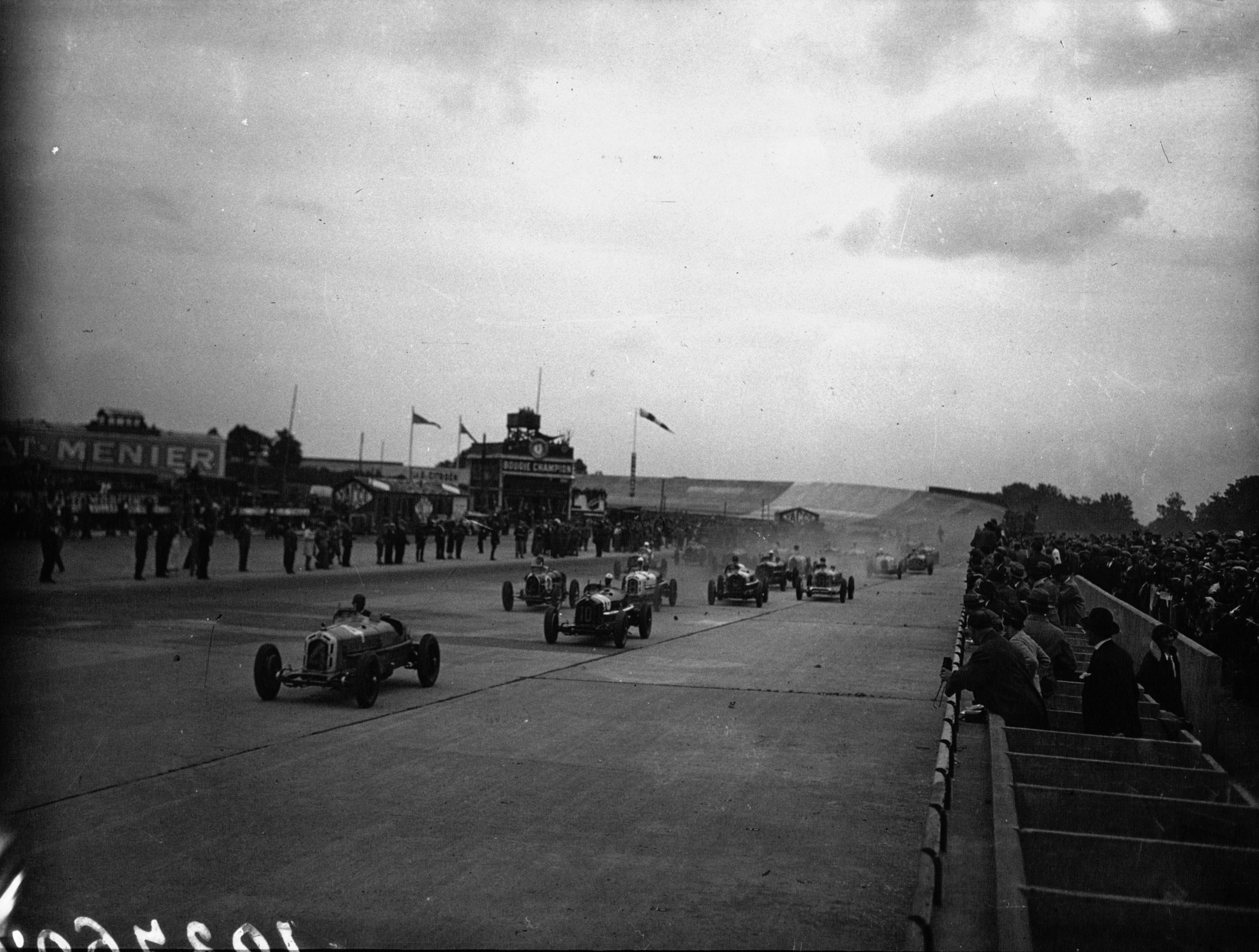
Départ du Grand Prix.

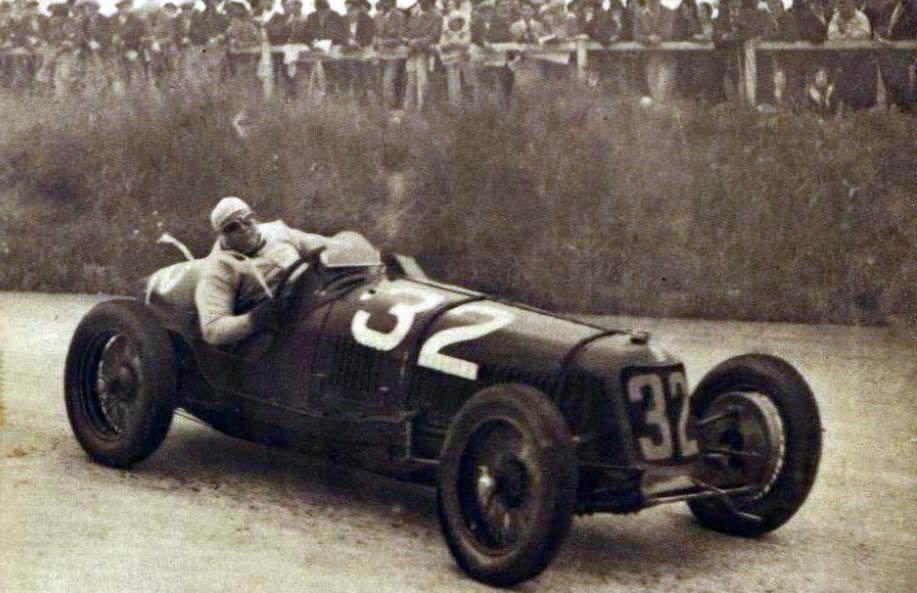
Campari en pleine action.

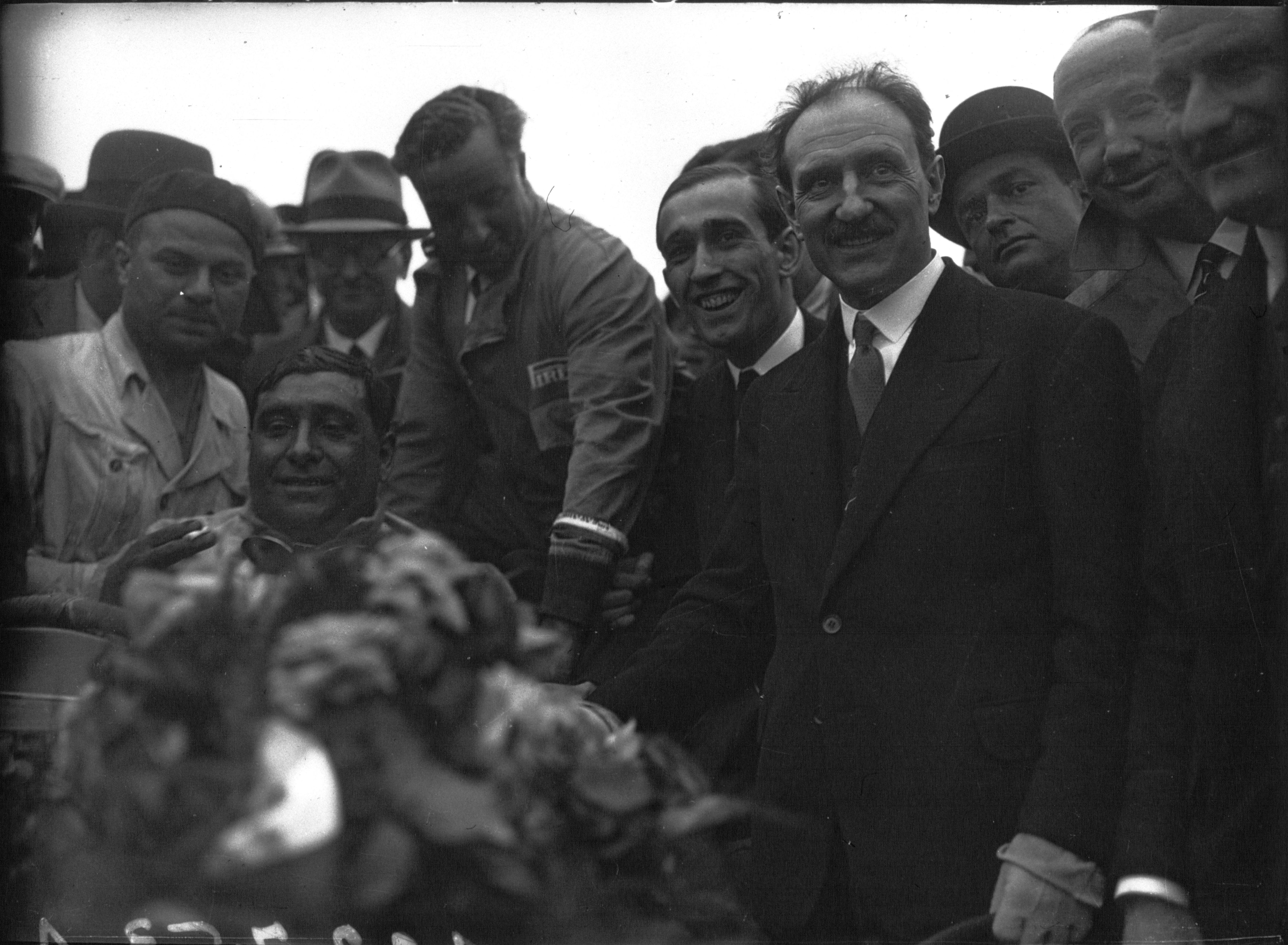
Le vainqueur, Campari, après l'arrivée.

Le Grand Prix automobile de France 1933 est un Grand Prix qui s'est tenu sur l'autodrome de Linas-Montlhéry le 11 juin 1933.

## Classement de la course
| Pos. | no | Pilote                       | Écurie           | Châssis          | Tours | Temps/Abandon     | Grille |
| ---- | -- | ---------------------------- | ---------------- | ---------------- | ----- | ----------------- | ------ |
| 1    | 32 | Giuseppe Campari             | Privé            | Maserati 8C 3000 | 40    | 3 h 48 min 45 s 4 | 13     |
| 2    | 26 | Philippe Étancelin           | Privé            | Alfa Romeo Monza | 40    | + 52 s            | 11     |
| 3    | 18 | George Eyston                | Bernard Rubin    | Alfa Romeo Monza | 39    | + 1 tour          | 8      |
| 4    | 52 | Raymond Sommer               | Privé            | Alfa Romeo Monza | 39    | + 1 tour          | 19     |
| 5    | 46 | Guy Moll                     | Privé            | Alfa Romeo Monza | 38    | + 2 tours         | 17     |
| 6    | 8  | Julio Villars                | Équipe Villars   | Alfa Romeo Monza | 34    | + 6 tours         | 4      |
| Abd. | 38 | Piero Taruffi Tazio Nuvolari | Scuderia Ferrari | Alfa Romeo Monza | 26    | Transmission      | 7      |
| Abd. | 12 | Goffredo Zehender            | Privé            | Maserati 8CM     | 19    | Suspension        | 6      |
| Abd. | 2  | Earl Howe                    | Privé            | Bugatti Type 51  | 19    | Pilote blessé     | 1      |
| Abd. | 6  | Juan Zanelli                 | Privé            | Alfa Romeo Monza | 19    |                   | 3      |
| Abd. | 4  | Pierre Félix                 | Privé            | Alfa Romeo Monza | 17    | Moteur            | 2      |
| Abd. | 22 | Stanisław Czaykowski         | Privée           | Bugatti Type 54  | 8     | Boîte de vitesses | 9      |
| Abd. | 42 | Louis Chiron                 | Scuderia CC      | Alfa Romeo Monza | 6     | Transmission      | 15     |
| Abd. | 10 | Tazio Nuvolari               | Scuderia Ferrari | Alfa Romeo Monza | 6     | Transmission      | 5      |
| Abd. | 24 | Pierre Bussienne             | Privée           | Bugatti Type 51  | 5     | Boîte de vitesses | 10     |
| Abd. | 28 | Karl Waldthausen             | Équipe Villars   | Alfa Romeo Monza | 4     | Moteur            | 12     |
| Abd. | 48 | Jean-Pierre Wimille          | Privé            | Alfa Romeo Monza | 2     | Boîte de vitesses | 18     |
| Abd. | 44 | Marcel Lehoux                | Privé            | Bugatti Type 51  | 1     | Bielle            | 16     |
| Abd. | 36 | Jean Gaupillat               | Privé            | Bugatti Type 51  | 0     | Allumage          | 14     |
| Np.  | 14 | Baconin Borzacchini          | Scuderia Ferrari | Alfa Romeo Monza |       |                   |        |

- Légende: Abd.=Abandon - Np.=Non partant.

## Pole position et record du tour
- Pole position :  Earl Howe (Bugatti) par tirage au sort.
- Meilleur tour en course :  Giuseppe Campari (Maserati) en 5 min 23 s.